# Desmeocraera leucosticta
Desmeocraera leucosticta är en fjärilsart som beskrevs av George Francis Hampson 1910. Desmeocraera leucosticta ingår i släktet Desmeocraera och familjen tandspinnare. Inga underarter finns listade i Catalogue of Life.